# Luntertun
Luntertun var en middelalderlig dansk (skånsk) købstad ved Skeldervig. Købstaden ophørte med at eksistere i 1516, da Christian II flyttede bebyggelsen fra kysten ind i landet, fordi den var svær at forsvare både mod sandflugt og svenskere, og i stedet grundlagde den nye by Engelholm.    Grundlæggeren Kong Christian trak egenhændigt den nye bys grænser op med en plovfure. 
I dag er det kun de udgravede kirkeruiner, der viser Luntertuns middelalderlige storhedstid.
Navnet Luntertun er ifølge sprogforsker Bengt Pamp ikke-nordisk  , og kommer af det plattyske Lunter, "dagfører, dovenskab, træg person", samt tun som betyder hegn, dvs. Luntertun manglede bymure og var kun omgivet af et simpelt hegn. At det nedsættende navn med betydningen "fjolser bag hegnet" blev dominerende skyldes ifølge Pamp, at tysk var datidens statussprog i kombination med, at mange naturligvis ikke forstod betydningen af navnet.